# Sibiril
Sibiril é uma comuna francesa na região administrativa da Bretanha, no departamento Finisterra. Estende-se por uma área de 11,43 km². Em 2010 a comuna tinha 1 229 habitantes (densidade: 107,5 hab./km²).